# Годишните времена (филм)
„Годишните времена“ е български игрален филм от 1955 година на режисьора Петър Донев.

## Актьорски състав
Не е налична информация за актьорския състав.